# Lijst van nummer 1-hits in Zweden in 2006
Deze hits stonden in 2006 op nummer 1 in  de Sverigetopplistan Single Top 60, de bekendste hitlijst in Zweden.
| Datum        | Artiest           | Titel                                           |
| ------------ | ----------------- | ----------------------------------------------- |
| 5 januari    | Agnes             | Right here, right now (My heart belongs to you) |
| 12 januari   | Agnes             | Right here, right now (My heart belongs to you) |
| 19 januari   | Madonna           | Hung up                                         |
| 26 januari   | Agnes             | Right here, right now (My heart belongs to you) |
| 2 februari   | James Blunt       | Goodbye my lover                                |
| 9 februari   | Sebastian         | Do what you're told                             |
| 16 februari  | Sebastian         | Do what you're told                             |
| 23 februari  | Sebastian         | Do what you're told                             |
| 2 maart      | Sebastian         | Do what you're told                             |
| 9 maart      | Da Buzz           | Last goodbye                                    |
| 16 maart     | Magnus Carlsson   | Lev livet!                                      |
| 23 maart     | Carola            | Evighet                                         |
| 30 maart     | Carola            | Evighet                                         |
| 6 april      | BWO               | Temple of love                                  |
| 13 april     | Carola            | Evighet                                         |
| 20 april     | BWO               | Temple of love                                  |
| 27 april     | Ola Svensson      | Rain                                            |
| 4 mei        | Ola Svensson      | Rain                                            |
| 11 mei       | Ola Svensson      | Rain                                            |
| 18 mei       | Andreas Lundstedt | Lovegun / nightfever                            |
| 25 mei       | Elias & Frans     | Who's da man                                    |
| 1 juni       | Elias & Frans     | Who's da man                                    |
| 8 juni       | Elias & Frans     | Who's da man                                    |
| 15 juni      | Elias & Frans     | Who's da man                                    |
| 22 juni      | Elias & Frans     | Who's da man                                    |
| 29 juni      | Elias & Frans     | Who's da man                                    |
| 6 juli       | Elias & Frans     | Who's da man                                    |
| 13 juli      | Elias & Frans     | Who's da man                                    |
| 20 juli      | Elias & Frans     | Who's da man                                    |
| 27 juli      | Elias & Frans     | Who's da man                                    |
| 3 augustus   | Basshunter        | Boten Anna                                      |
| 10 augustus  | Helena Paparizou  | Heroes                                          |
| 17 augustus  | Basshunter        | Boten Anna                                      |
| 24 augustus  | Iron Maiden       | The reincarnation of Benjamin Breeg             |
| 31 augustus  | Iron Maiden       | The reincarnation of Benjamin Breeg             |
| 7 september  | Cascada           | Everytime we touch                              |
| 14 september | Martin Stenmark   | 7milakliv                                       |
| 21 september | Martin Stenmark   | 7milakliv                                       |
| 28 september | Martin Stenmark   | 7milakliv                                       |
| 5 oktober    | Linda Sunblad     | Oh father                                       |
| 12 oktober   | Martin Stenmark   | 7milakliv                                       |
| 19 oktober   | Martin Stenmark   | 7milakliv                                       |
| 26 oktober   | Martin Stenmark   | 7milakliv                                       |
| 2 november   | Martin Stenmark   | 7milakliv                                       |
| 9 november   | Martin Stenmark   | 7milakliv                                       |
| 16 november  | Martin Stenmark   | 7milakliv                                       |
| 23 november  | Martin Stenmark   | 7milakliv                                       |
| 30 november  | Scissor Sisters   | I don't feel like dancin'                       |
| 7 december   | Markus Fagervall  | Everything changes                              |
| 14 december  | Markus Fagervall  | Everything changes                              |
| 21 december  | Markus Fagervall  | Everything changes                              |
| 28 december  | Markus Fagervall  | Everything changes                              |